# Marc-André Barriault
Marc-André Barriault (Gatineau, 18 de fevereiro de 1990) é um lutador de artes marciais mistas canadense. Compete no Ultimate Fighting Championship (UFC) na categoria de peso médio.

## Background
Barriault nasceu e cresceu em Gatineau, Quebec, Canadá. Ele se mudou para Quebec City em 2011 para estudar. Ele é formado em nutrição.

## Carreira no MMA

### Ultimate Fighting Championship
Barriault fez sua estreia no UFC contra Andrew Sanchez em 4 de maio de 2019 no UFC Fight Night: Iaquinta vs. Cowboy. Ele perdeu a luta por decisão unânime.
Em sua segunda luta no UFC, Barriault enfrentou Krzysztof Jotko em 27 de julho de 2019 no UFC 240: Holloway vs. Edgar. Apesar da grande atuação, Barriault perdeu a luta por decisão dividida.
Barriault enfrentou Jun Yong Park em 21 de dezembro de 2019 no UFC Fight Night: Edgar vs. The Korean Zombie. Ele perdeu a luta por decisão unânime.

## Cartel no MMA
| Cartel no MMA   |             |            |
| 19 lutas        | 14 vitórias | 5 derrotas |
| Por nocaute     | 10          | 1          |
| Por finalização | 1           | 0          |
| Por decisão     | 3           | 4          |

| Res.    | Cartel   | Oponente             | Método                        | Evento                                       | Data       | Round | Tempo | Local               | Notas                                                                              |
| ------- | -------- | -------------------- | ----------------------------- | -------------------------------------------- | ---------- | ----- | ----- | ------------------- | ---------------------------------------------------------------------------------- |
| Vitória | 14–5 (1) | Jordan Wright        | Finalização (guilhotina)      | UFC Fight Night: Lemos vs. Andrade           | 23/04/2022 | 1     | 2:36  | Las Vegas, Nevada   |                                                                                    |
| Derrota | 13-5 (1) | Chidi Njokuani       | Nocaute técnico (socos)       | UFC Fight Night: Hermansson vs. Strickland   | 05/02/2022 | 1     | 0:16  | Las Vegas, Nevada   |                                                                                    |
| Vitória | 13–4 (1) | Dalcha Lungiambula   | Decisão (unânime)             | UFC Fight Night: Brunson vs. Till            | 04/09/2021 | 3     | 5:00  | Las Vegas, Nevada   |                                                                                    |
| Vitória | 12-4 (1) | Abu Azaitar          | Nocaute técnico (socos)       | UFC 260: Miocic vs. Ngannou 2                | 27/03/2021 | 3     | 4:56  | Las Vegas, Nevada   |                                                                                    |
| NC      | 11-4 (1) | Oskar Piechota       | Nocaute Técnico (socos)       | UFC on ESPN: Blaydes vs. Volkov              | 20/06/2020 | 2     | 4:50  | Las Vegas, Nevada   | Originalmente vitória de Barriault; Mudado após ele testar positivo para ostarina. |
| Derrota | 11-4     | Jun Yong Park        | Decisão (unânime)             | UFC Fight Night: Edgar vs. The Korean Zombie | 21/12/2019 | 3     | 5:00  | Busan               |                                                                                    |
| Derrota | 11-3     | Krzysztof Jotko      | Decisão (dividida)            | UFC 240: Holloway vs. Edgar                  | 27/07/2019 | 3     | 5:00  | Edmonton, Alberta   |                                                                                    |
| Derrota | 11-2     | Andrew Sanchez       | Decisão (unânime)             | UFC Fight Night: Iaquinta vs. Cowboy         | 04/05/2019 | 3     | 5:00  | Ottawa, Ontario     | Estreia no UFC; Volta aos Médios.                                                  |
| Vitória | 11-1     | Adam Hunter          | Nocaute (socos)               | TKO 44                                       | 21/09/2018 | 1     | 4:28  | Québec City, Québec | Ganhou o cinturão meio pesado do TKO.                                              |
| Vitória | 10-1     | Brendan Kornberger   | Nocaute (soco)                | TKO 43                                       | 04/05/2018 | 2     | 4:25  | Québec City, Quebec | Defendeu o cinturão peso médio do TKO.                                             |
| Vitória | 9-1      | Strahinja Gavrilovic | Decisão (dividida)            | TKO 41: Champions                            | 08/12/2017 | 5     | 5:00  | Montreal, Quebec    | Ganhou o cinturão peso médio do TKO.                                               |
| Vitória | 8-1      | Todd Stoute          | Decisão (dividida)            | TKO 40: Dénouement                           | 08/09/2017 | 3     | 5:00  | Montreal, Quebec    | Estreia nos Meio-Pesados.                                                          |
| Vitória | 7-1      | Jo Vallée            | Nocaute Técnico (desistência) | TKO 39: Ultimatum                            | 11/06/2017 | 2     | 5:00  | Quebec City, Quebec |                                                                                    |
| Vitória | 6-1      | Yacine Bandaoui      | Nocaute (soco)                | TKO 38: Ascension                            | 07/04/2017 | 1     | 3:54  | Montreal, Quebec    |                                                                                    |
| Vitória | 5-1      | Strahinja Gavrilovic | Decisão (dividida)            | Hybrid Pro Series 5                          | 15/09/2016 | 3     | 5:00  | Montreal, Quebec    | Ganhou o cinturão peso médio do HPS.                                               |
| Vitória | 4-1      | Martin Leblanc       | Nocaute Técnico (socos)       | LAMMQ 5                                      | 21/05/2016 | 2     | 3:06  | Quebec City, Quebec |                                                                                    |
| Derrota | 3–1      | Jo Vallée            | Decisão (dividida)            | Hybrid Pro Series 4                          | 17/09/2015 | 3     | 5:00  | Montreal, Quebec    |                                                                                    |
| Vitória | 3-0      | James Kouame         | Nocaute Técnico (socos)       | LAMMQ 4                                      | 06/06/2015 | 1     | 1:19  | Quebec City, Quebec |                                                                                    |
| Vitória | 2-0      | James Kouame         | Nocaute (soco)                | Hybrid Pro Series 2                          | 15/11/2014 | 1     | 3:50  | Gatineau, Quebec    |                                                                                    |
| Vitória | 1-0      | Paul Cressaty        | Nocaute (soco)                | LAMMQ 3                                      | 21/06/2014 | 1     | 2:22  | Quebec City, Quebec |                                                                                    |